# باتريشيا بارينجر
باتريشيا بارينجر (بالإنجليزية: Patricia Barringer)‏ هي لاعب كرة قاعدة أمريكية، ولدت في 14 أغسطس 1924 في كارلايل نيو في الولايات المتحدة، وتوفيت في 31 مارس 2007 في بورت شارلوت ‏ في الولايات المتحدة.